# 聖剣の刀鍛冶 きゃらくたぁCD
『TVアニメ「聖剣の刀鍛冶」きゃらくたぁCD』（テレビ-せいけんのブラックスミス-シーディー）は、テレビアニメ『聖剣の刀鍛冶』のキャラクターソングなどが収録されたアルバムである。2010年12月29日にコロムビアミュージックエンタテインメント（現・日本コロムビア）から発売された。

## 概要
- 主要キャラクター3人のキャラクターソングやそれぞれのoff vocal、トークコーナー「「聖剣の刀鍛冶」トークすぺしゃる〜自衛騎士団vs工房リーザ」を収録している。

## 収録曲
1. I don't stop
歌:セシリー（藤村歩）
作詞：森由里子、作曲・編曲：新井理生
2. friend 〜ひとりじゃないから〜
歌:アリア（豊口めぐみ）
作詞：森由里子、作曲：Loop K、編曲：亀山耕一郎
3. エプロンDAYS
歌:リサ（豊崎愛生）
作詞：森由里子、作曲・編曲：新井理生
4. 「聖剣の刀鍛冶」トークすぺしゃる〜自衛騎士団vs工房リーザ
お〜ぷにんぐ
5. 絆で答えろ!ロシアンルーレット
6. 絆で挑戦!30 秒チャレンジ!
7. 以心伝心!絆チェック!
8. えんでぃんぐ
9. I don't stop （off vocal）
10. friend 〜ひとりじゃないから〜（off vocal）
11. エプロンDAYS （off vocal）

- #4 - 8は、「「聖剣の刀鍛冶」トークすぺしゃる〜自衛騎士団vs工房リーザ」
声はセシリー（藤村歩）、ルーク（岡本信彦）、リサ（豊崎愛生）、アリア（豊口めぐみ）。